# Альмендинген (Вюртемберг)
Альмендинген (нем. Allmendingen) — община в Германии, в земле Баден-Вюртемберг.
Подчиняется административному округу Тюбинген. Входит в состав района Альб-Дунай. Население составляет 4441 человек (на 31 декабря 2010 года). Занимает площадь 45,90 км².
Коммуна подразделяется на 5 сельских округов.